# Гинзбург, Ицхак

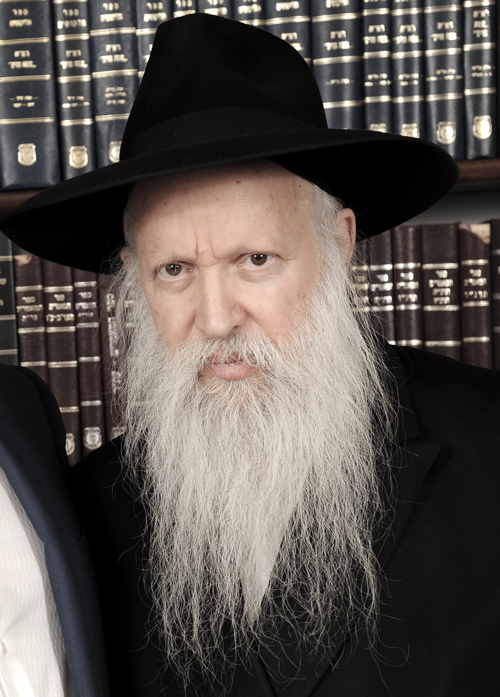

Ицхак Гинзбург (род. 14 ноября 1944) — израильский раввин, каббалист, представитель движения Хабад.
Автор более чем 60 книг (на иврите и английском языке) на тему еврейской семьи, воспитания детей, Мошиаха, геулы, каббалы, психологии. Противник территориальных уступок со стороны Израиля.

## Биография
Родился в США в Сент-Луисе в 1944 году, изучал в молодости математику и философию, получил степень в Чикагском университете и степень по математике в Belfer School. В возрасте 14 лет совершил тшуву и с тех пор сосредоточился на изучении Торы.
В 1965 году совершил алию в Израиль, учился в иешиве Камениц в Иерусалиме, после этого провел некоторое время в Тверии. После Шестидневной войны вернулся в Иерусалим. Вместе со своим будущим тестем, равом Моше Сегалем, был среди первых жителей Еврейского квартала в Иерусалиме. В то время глубоко познакомился с литературой хасидизма Хабада и в том же году он посетил Любавичского Ребе Менахем Мендела Шнеерсона, проведя у него несколько месяцев.
После возвращения в Израиль женился и начал преподавать Талмуд, Шулхан Арух и хасидут группе учеников в Иерусалиме.
Вплоть до отступления Армии Обороны Израиля из Шхема в 2001 году возглавлял иешиву Од Йосеф Хай в Шхеме и колель в Иерихоне. Сегодня иешива Од Йосеф Хай воссоздана в Ицхаре.
Начиная с 1970 года проживает вместе с семьей в Кфар-Хабаде.

## Статьи и книги рава Гинзбурга на русском языке
- Библиотека книг Ицхака Гинзбурга.
- Слабости — недостатки или достоинства? (урок рава Ицхака Гинзбурга в «институте психологии», Тель Авив, 21 ияра 5770)
- Три корня душ, три способа мышления (урок 14 ияра 5770)
- Пора «родиться» и начать что-то делать! (урок 13 швата 5770)
- Отрывки из книги «Еврейские буквы»
- Отрывки из книги «Психология в свете учения хасидизма»